# اویمور
اویمور (به انگلیسی: Aviemore) یک منطقهٔ مسکونی در اسکاتلند است که در هایلند واقع شده‌است. اویمور ۲٬۳۹۷ نفر جمعیت دارد.